# Heavy Load
Heavy Load est un groupe suédois de heavy metal, originaire de Stockholm.

## Histoire
Le groupe est souvent considéré comme le premier groupe suédois de heavy metal et est connu pour ses thèmes vikings. Les frères Wahlquist, qui forment le groupe en 1976 avec Michael Backler, deviendront plus tard producteurs et propriétaires de Thunderload Records en Suède, produiront à un moment donné Veni Domine, et envisageront également de sortir un nouvel album, mais cela ne s'est jamais produit. Les différentes tournées et démos du groupe incluent le bassiste Paul Gray (d'UFO et The Damned), le guitariste Leif Liljegren (de Treat), et l'architecte renommé Eero Koivisto. Phil Lynott de Thin Lizzy joue sur l'une des chansons du groupe.
Dans les années 2000, les Thunderload Studios sont gravement endommagés par une fuite d'eau, ce qui met un terme à leur existence officielle. Après la séparation, les membres continuent à jouer avec d'autres groupes.
Le groupe se reforme en octobre 2017, et annonce une série de concerts pour 2018, dont une apparition au Sweden Rock Festival en juin. Le 6 septembre 2023, le groupe annonce son premier album en 40 ans, Riders of the Ancient Storm, qui sort le 6 octobre. 

## Discographie

### Albums studio
- 1978 : Full Speed at High Level
- 1982 : Death or Glory
- 1983 : Stronger than Evil
- 2023 : Riders of the Ancient Storm

### EP
- 1981 : Metal Conquest

### Compilation
- 1991 : Metal Angels in Leather

### Singles
- 1982 : Take Me Away
- 1983 : Free
- 1985 : Monsters of the Night

### Démo
- 1987 : Demo 87